# Виа Палестро
Виа Палестро, т.е. ул. „Палèстро“ (на италиански: Via Palestro) е главната улица в историческия център на град Ивреа, Пиемонт, Северна Италия.

## История
Трасето на улицата следва източната част на древния декуманус максимус от римската епоха - период, в който Ивреа носи името Епоредия. Поради това през Средновековието тя приема името ул. „Магна Бурджи“, като основната комуникационна ос на града. След френската окупация на Ивреа през 1798 г. улицата е преименувана на ул. „Маренго“ по името на град Маренго близо до Алесандрия, където французите печелят важна победа срещу австрийците в известната битка при Маренго.
Едва през 1861 г. улицата приема сегашното си име във връзка с известната битка при Палестро близо до Павия по време на Втората италианска война за независимост. В тази битка Виктор Емануил II, командващ пиемонтските войски, съюзени с френските, постига победа над австрийските войски, водени от генерал Фредерик Цобел.

## Описание
Улицата се развива надлъжно, свързвайки Градския площад (Пиаца ди Читà) с Порта Верчели. Естественото продължение на улицата отвъд Градския площад е през ул. „Ардуино“, съответстваща на останалата западна част от римската епоха от декуманус максимус.
Два площада се отварят от северната страна на улицата: пл. „Пиетро Отинети“ – най-големият в града, където се намира Музеят „Гарда“, и по-малкият „Санта Марта“. В участъка между двата площада странична улица води до Пиаца дел Театро, на който се намира Театър „Джакоза“. От южната страна са Кино „Джузепе Боаро“ – едно от най-старите в Италия, и църквата „Сан Салваторе“.
С основно търговско предназначение улицата е домакин на множество заведения и магазини. По същество е пешеходна, тъй като достъпът с автомобили е разрешен само за живущи.